# 李國桐
李國桐，是中國清朝廣東揭陽人，1739年（乾隆四年）上任台灣鳳山縣萬丹縣丞，是貢生出身。